# Selecció de futbol de Sèrbia
La selecció de futbol de Sèrbia és l'equip representatiu del país en les competicions oficials. La seva organització està a càrrec de l'Associació de Futbol de Sèrbia, pertanyent a la UEFA.
Després del desmembrament de Iugoslàvia el 1991, les repúbliques de Sèrbia i Montenegro es van agrupar entorn de la República Federal de Iugoslàvia, estat que va canviar de nom pel de Sèrbia i Montenegro el 2002. El 2006, Montenegro va proclamar la seva independència el 5 de juny de 2006 i Sèrbia va declarar la dissolució de la unió estatal. La selecció de Sèrbia és considerada per la FIFA com a successora oficial de les seleccions de Iugoslàvia i Sèrbia i Montenegro.

## Estadístiques
- Primer partit

| República Txeca | 1 – 3 | Sèrbia |
| --------------- | ----- | ------ |
|                 |       |        |

 Uherské Hradiště, (República Txeca)        

## Participacions en la Copa del Món
- Des de 1930 a 1990 - Vegeu  Iugoslàvia
- Des de 1994 a 2006 - Vegeu  Sèrbia i Montenegro
- 2010 - Primera fase
- 2014 - No es classificà
- 2018 - Primera fase
- 2022 - Primera fase

### Copa del Món de Futbol de 2018

#### Fase de grups
| Pos | Equip      | PJ | PG | PE | PP | GF | GC | DG | Pts | Classificació        |
| --- | ---------- | -- | -- | -- | -- | -- | -- | -- | --- | -------------------- |
| 1   | Brasil     | 3  | 2  | 1  | 0  | 5  | 1  | +4 | 7   | Avança a segona fase |
| 2   | Suïssa     | 3  | 1  | 2  | 0  | 5  | 4  | +1 | 5   | Avança a segona fase |
| 3   | Sèrbia     | 3  | 1  | 0  | 2  | 2  | 4  | −2 | 3   |                      |
| 4   | Costa Rica | 3  | 0  | 1  | 2  | 2  | 5  | −3 | 1   |                      |

| Costa Rica | 0–1     | Sèrbia      |
| ---------- | ------- | ----------- |
|            | Informe | Kolarov 56' |

| Sèrbia      | 1–2     | Suïssa                  |
| ----------- | ------- | ----------------------- |
| Mitrović 5' | Informe | Xhaka 52' · Shaqiri 90' |

| Sèrbia | 0–2     | Brasil                          |
| ------ | ------- | ------------------------------- |
|        | Informe | Paulinho 36' · Thiago Silva 68' |

## Participacions en l'Eurocopa
- Des de 1960 a 1992 - Vegeu  Iugoslàvia
- Des de 1996 a 2004 - Vegeu  Sèrbia i Montenegro
- 2008 - 2020 - No es classificà
- 2024 - Primera fase